# 史考特·普魯特
愛德華·史考特·普魯特（1968年5月9日—），是美國奧克拉荷馬州一名律師和政治人物，第14任美国环境保护局局長。自1998年到2006年，他曾擔任塔爾薩縣及瓦戈納縣的州參議員；2001年時也曾於州第一選區聯邦眾議員史蒂夫·拉金特不再尋求連任時競逐眾議員席位，但最後在初選敗給約翰·蘇利文。是一名著名的全球变暖怀疑者。
2006年他不再參選州參議員，轉而競逐奧克拉荷馬州副州長，唯於初選中輸給托德·希特；至2010年，他當選為奧克拉荷馬州檢察長。
2016年12月7日，候任美國總統唐納·川普提名普魯特出任美國環境保護局局長。他于2018年7月5日递交辞呈。

## 外部連結
- 參議院傳記（页面存档备份，存于）
- 史考特·普魯特競選網站（页面存档备份，存于）

| 前任： 德魯·埃德蒙森      | 奧克拉荷馬州檢察長 2011年－2017年 | 繼任： 卡拉·羅德里格斯 代理 |
| 前任： 凱瑟琳·麥凱布 代理 | 國家環境保護局局長 2017年－       | 繼任： 現任                 |